# Lighthouse: Center for Human Trafficking Victims
Lighthouse: Center for Human Trafficking Victims (japanisch 人身取引被害者サポートセンターライトハウス Jinshintorihiki higaisha sapōto sentā raitohausu), bis 2014 bekannt als Polaris-Projekt Japan (ポラリスプロジェクトジャパン porarisu purojekuto japan), ist eine japanische Nichtregierungsorganisation, die sich gegen Menschenhandel und insbesondere die damit verbundene sexuelle Ausbeutung und die Ausbeutung der Arbeitskraft in Japan einsetzt. Die Organisation wurde im August 2004 von Shihoko Fujiwara nach amerikanischem Vorbild als Privatorganisation gegründet und 2009 in eine NGO umgewandelt.

## Ausgangslage
Japan hat keine spezifischen Gesetze gegen den Menschenhandel. Deswegen arbeitet die Organisation mit der Regierung zusammen mit dem Ziel, 2020 eine vollumfassende Gesetzgebung zu verabschieden, die den internationalen Standards entspricht. Der Menschenhandel hat insbesondere im Bereich der Zwangsprostitution und im Sextourismus in Japan eine lange Tradition, für die ein Problembewusstsein erst in jüngster Zeit zu wachsen beginnt.
Ein Hauptproblem ist seit den 1970er Jahren der Handel mit Zwangsprostituierten aus dem Ausland, etwa Indonesien, den Philippinen,  Thailand und auch Osteuropa und Südamerika. Ein Umdenken auf Seiten der japanischen Regierung zur Kriminalisierung von Menschenhandel fand erst ab 2004 statt, als die US-Regierung Japan auf die Tier 2 Watch List setzte. Bemängelt wird die sehr geringe Zahl offiziell erfasster Verstöße im Verhältnis zur Realität. Die mediale Aufmerksamkeit führte erstmals zur Verabschiedung eines Aktionsplans gegen Menschenhandel. Obwohl es keine spezifischen Gesetze gegen Menschenhandel gibt, werden die damit verbundenen Straftaten als Verstöße gegen Anti-Prostitutions-, Kinderschutz- und/oder Arbeitsrechtgesetze verfolgt.

## Arbeit
Nach der Gründung des japanischen Polaris-Projekts 2004 begann man 2005 mit der Beratung von dringlichen Fällen des Menschenhandels mit ausländischen Frauen. Ein Jahr später kam ein Aufklärungsprojekt für die Polizei und für weitere Unterstützer hinzu. Die Kampagne wurde 2006 durch die Erstellung einer Beratungsbroschüre ergänzt. 2007 begann sich das Polaris-Projekt durch den Austausch und die Zusammenarbeit mit NGOs im Ausland zu etablieren. Durch regelmäßige Seminare, die Nutzung der Medien und die Aufklärung von Studenten entfaltete die Organisation 2008 eine zunehmende Breitenwirkung. Nach einer Reorganisation 2009 verstärkte sich durch Aufklärungskampagnen über den Handel mit japanischen Kindern und Frauen, und über Prostitution und Kinderpornografie die Breitenwirkung. 2011 setzte die Organisation eine Anhörung im Japanischen Parlament durch. Diese Anhörung führte im November zum ersten japanischen Symposium über dieses Thema, zu dem Experten und Leiter anderer Organisationen weltweit eingeladen wurden. Unterstützt wurde das Symposium von der amerikanischen Botschaft und der JNATIP (人身売買禁止ネットワーク, Japan Network Against Trafficking In Persons).

## Maßnahmen
Lighthouse unterstützt Betroffene und Opfer direkt und indirekt. Dazu wurde in Japan 2005 die erste Hotline und ein E-Mail-Service eingerichtet, an die sich Betroffene telefonisch wenden und Beratung in Japanisch, Englisch und Koreanisch erhalten können. Außerdem können dadurch Verdachtsfälle gemeldet und die Verfolgung von Tätern ermöglicht werden. Zwischen 2005 und 2015 wurde die Hotline von etwa 3000 Betroffenen in Anspruch genommen, meist Minderjährigen und Frauen. In akuten Notsituationen ist die temporäre Aufnahme in eine Einrichtung möglich, in der die Opfer in einem geschützten Raum auch medizinische Hilfe erhalten.
Die Organisation führt Trainings und Aufklärungskampagnen mit Mitarbeitern und Personal der Polizei und der Einwanderungsbehörde durch, also mit Personen, die oft in Kontakt mit Opfern des Menschenhandels stehen. Dazu gehören auch Einrichtungen der Präfekturverwaltung, das Justizministerium und Waisenhäuser. Weiterhin spricht die Organisation über Japans Grenzen hinaus Regierungen, NGOs und Vertreter der Vereinten Nation an, um ihrem Anliegen eine angemessene Dringlichkeit zu verleihen. Bis 2019 habeneigenen Angaben zufolge 29.000 Menschen an Seminaren von Lighthouse teilgenommen.
Im Februar 2015 veröffentlichte die Organisation einen Mangacomic mit dem Titel Blue Heart, der Erfahrungen von Betroffenen des Menschenhandels zusammenfasst, die sich bei Lighthouse gemeldet haben. Der Manga wurde durch Crowdfunding finanziert und wurde auch ins Chinesische und Englische übersetzt. Er wird in Schulen und von Sozialarbeitern verwendet, um junge Menschen über Menschenhandel aufzuklären.
Der erste Band des Manga thematisiert das JK-Geschäft (女子高生 joshi kōsei, Oberschülerin). Was als lukratives Nebeneinkommen beworben wird, sich mit Männern zum Spaziergang oder zu Gesprächen zu treffen, erweist sich für minderjährige Mädchen als Zwangsprostitution. Der Manga behandelt zudem auch die Themen sexueller Übergriffe auf Jungen und Rachepornos, also dem Einstellen von Bildmaterial ins Internet durch Dritte zum Zwecke der Diffamierung und Drangsalierung.
2018 wurden den Aktivisten 98.410 US-Dollar von der Open Society Foundations zum Aufbau eines Journalistennetzwerks zugesichert, das die Rückkehr/Abweisung von Migranten dokumentieren soll.